# Józef Bolesław Grabiński
Józef Bolesław Grabiński ps. „Pomian”, „Filip”, „Józef Święcicki” (ur. 6 listopada 1907 w Wieluniu, zm. 1942), hubalczyk, kapitan Wojska Polskiego.

## Życiorys
Syn Stanisława i Jadwigi z domu Parnowska. Absolwent Gimnazjum Męskiego im. T. Kościuszki. Ukończył Szkołę Podchorążych Piechoty w Ostrowi Mazowieckiej. W latach 1932–39 pełnił służbę w 27 pułku piechoty w Częstochowie. W 1939 służył w stopniu kapitana na stanowisku I adiutanta dowódcy pułku. W wojnie obronnej wraz z pułkiem walczył pod Częstochową i w rejonie Janowa. Wyznaczony w Gałkach na stanowisko dowódcy kompanii piechoty. Od października pod ps. „Pomian” służył w OW WP Henryka Dobrzańskiego „Hubala”. Do oddziału hubalczyków dołączył prawdopodobnie w Górach Świętokrzyskich i bierze udział w walkach wraz z oddziałem do 13 marca 1940. Na rozkaz Komendanta Okręgu Łódzkiego ZWZ, ppłka Leopolda Okulickiego przeszedł wraz z grupą oficerów i podoficerów do służby konspiracyjnej w Łodzi. Otrzymał nominację na komendanta miasta, a następnie w randze majora na szefa Inspektoratu Łódzkiego ZWZ-AK „Barka”. Używał pseudonimów „Filip” i „Józef Święcicki”.
Aresztowany przez gestapo w Łodzi 17 lipca 1942, poddany torturom popełnił samobójstwo. Według innej wersji, został aresztowany podczas masowych aresztowań członków ruchu oporu przez gestapo. Podczas śledztwa Niemcy nie wyciągnęli od niego żadnego nazwiska współtowarzyszy. Zamordowany w więzieniu.
Za kampanię wrześniową odznaczony Krzyżem Walecznych oraz pośmiertnie Krzyżem Virtuti Militari za walkę w szeregach Armii Krajowej. Tablica pamiątkowa poświęcona mjr. Grabińskiemu wmurowana jest w fasadę kościoła pw. św. Józefa w Wieluniu. Jego imieniem nazwano jedną z wieluńskich ulic.

## Ordery i odznaczenia
- Krzyż Srebrny Orderu Virtuti Militari
- Krzyż Walecznych